# Brampton
Brampton – miasto w Kanadzie, w prowincji Ontario, w regionie Peel.

## Dane ogólne
Brampton założone zostało w 1830 roku, a obecnie jest 15. co do liczby mieszkańców miastem Kanady i jednym z najszybciej rozwijających się miast w Ameryce Północnej.
Położone na północny zachód od Toronto i stanowi jego bezpośrednie przedmieście.
Jest jednym z najnowocześniejszych miast w Kanadzie.

## Kultura
W 2016 roku w Rose Theatre w Brampton, pod nazwą Polish Independence Concert in Canada odbyła się międzynarodowa premiera Koncertu Niepodległości, wydarzenia realizowanego od 2009 roku w Muzeum Powstania Warszawskiego. Polish Independence Concert in Canada zrealizowany został przez międzynarodowy, polsko-kanadyjski zespół muzyków sesyjnych, a jego program został rozszerzony o tematykę wzajemnych relacji pomiędzy Polakami a Kanadyjczykami.

## Demografia
Liczba mieszkańców Brampton wynosi 452 000. Język angielski jest językiem ojczystym dla 54,8%, francuski dla 0,8% mieszkańców (2010).

## Gospodarka
Ośrodek handlowy regionu upraw kwiatów, hodowli bydła mlecznego i drobiu; przemysł samochodowy, optyczny, elektrotechniczny, drzewny, obuwniczy, spożywczy.
Wśród firm działających na terenie Brampton znajdują się: Ford, Nortel, Para Paints, Coca-Cola Bottling Plant, Nestlé, Daimler-Chrysler Canada Ltd., Maple Lodge Farms, Frito Lay Canada oraz Data Business Forms.

## Sport
- Brampton Battalion – klub hokeja na lodzie
- Brampton Beast – klub hokeja na lodzie

## Religia
- Parafia św. Eugeniusza de Mazenod w Brampton

## Demografia
| Rok  | Liczba ludności |
| ---- | --------------- |
| 1853 | 1.000           |
| 1991 | 234.445         |
| 1996 | 268.251         |
| 2001 | 325.428         |
| 2006 | 425.000         |
| 2010 | 452.000         |